# 경주 구정동 고분군
경주 구정동 고분군(慶州 九政洞 古墳群)는 대한민국 경상북도 경주시 구정동에 있는 신라의 고분군이다. 1991년 3월 30일 대한민국의 사적 제350호로 지정되었다.

## 개요
경주 구정동에 있는 높이 40ｍ의 단독 원형 구릉 정상부에 있는 3개의 무덤이다. 1951년 동검, 말방울을 비롯한 철제품이 수습·보고된 후, 1982년 국립경주박물관에서 발굴하였다.
내부시설은 구덩이를 파 그 안에 나무널을 넣은 덧널시설이 있는 덧널무덤(토광목곽묘)이다. 제1무덤은 구릉경사면에 있으며, 제2무덤과 제3무덤은 구릉정상부에 있는 부부 합장무덤로 추정된다.
제1무덤에서는 와질토기와 도질토기가 출토되었다. 길이 6ｍ, 너비 1.2ｍ의 제2무덤은 화로형토기와 대형철투겁창(철모)25점, 도질토기가 나왔다. 길이 8ｍ, 너비 1.5ｍ의 제3무덤에서는 고리자루칼(환두대도)와 갑옷, 와질토기, 도질토기가 출토되었다.
와질토기와 도질토기가 함께 출토되는 것으로 보아 도질토기 초기단계인 4세기 전반경으로 판단된다. 갑옷은 11매의 세로 철판을 연결한 고식(古式)갑옷이며 대형철겁창은 의기적 성격을 가졌다. 이 시기 다른 무덤에 비해 입지조건이나 규모, 껴묻거리(부장품)의 질과 양으로 보아 이 지역 지배층의 무덤으로 추정된다.
5세기 이후 무덤들은 다량의 금동제품을 포함하고 있어, 무덤 발달과정을 알 수 있는 중요한 유적이다.

## 참고 자료
- 경주 구정동 고분군 - 국가유산청 국가유산포털